# Международная астронавтическая федерация
Международная астронавтическая федерация (МАФ, Международная федерация астронавтики, англ. International Astronautical Federation, IAF) — международная неправительственная некоммерческая научная организация, которая занимается проблемами исследования и освоения космоса в мирных целях, а также вопросами ракетной техники и космоса с правовой точки зрения.

## История
Организация основана в 1950 году на 1-м Международном астронавтическом конгрессе в Париже главами 8 стран: Австрии, Аргентины, Великобритании, Дании, Испании, Франции, ФРГ, Швеции.
Федерация базируется в Париже. Органом управления МАФ является Генеральная Ассамблея, собирающаяся ежегодно во время конгресса МАФ и избирающая бюро в составе президента и нескольких вице-президентов. 
При МАФ созданы комитет по биоастронавтике, комитет по вопросам образования, Международная академия астронавтики (с 1960) и Международный институт космического права (International Institute of Space Law) (также с 1960). 
Текущий президент МАФ — Клей Мори.

## Деятельность
В задачи МАФ входят: 
- способствование развитию космонавтики в мирных целях
- помощь в широком распространении информации, касающейся космонавтики
- стимулирование и поддержка интереса широких кругов общественности к космонавтике
- поощрение участия в исследованиях, имеющих отношение к космонавтике через международные и национальные исследовательские институты, университеты и фирмы
- развитие активной деятельности в академиях, институтах и комиссиях, посвящённой исследованиям во всех областях наук, имеющих отношение к космонавтике
- созыв международных конгрессов, симпозиумов, коллоквиумов и других научных совещаний
- сотрудничество с соответствующими международными и национальными организациями во всех областях, имеющих отношение к космонавтике и мирному исследованию космоса.

Ежегодно МАФ совместно с Международной академией астронавтики и Международным институтом космического права проводят Международный конгресс астронавтики и Международную конференцию по изучению космического пространства (GLEX). Например, в 2021 году конференция GLEX прошла в Санкт-Петербурге, с 14 по 18 июня, и была организована совместно с Роскосмосом.